# Groot Omroepkoor
Het Groot Omroepkoor is een professioneel koor uit Nederland. In augustus 2013 telde het koor 60 zangers. Het koor staat onder leiding van chef-dirigent Benjamin Goodson en valt onder de Stichting Omroep Muziek.
De veelzijdigheid van het koor is hoorbaar in een breed repertoire, zowel in werken voor groot koor als in werken voor kleinere bezetting en in a capella werken als in producties met orkest. De belangrijkste partner van het Groot Omroepkoor is het Radio Filharmonisch Orkest. Daarnaast werkt het Groot Omroepkoor al jaren samen met het Koninklijk Concertgebouworkest en het Rotterdams Philharmonisch Orkest.
Vrijwel alle concerten spelen zich af binnen twee series van de Publieke Omroep, De AVROTROS vrijdagconcerten in Utrecht Tivoli Vredenburg Utrecht en de ZaterdagMatinee in het Concertgebouw in Amsterdam en deze concerten zijn live te beluisteren op Radio 4 en worden regelmatig uitgezonden via TV Nederland 2. 
Het koor werkte mee aan vele cd's, waaronder Gustav Mahlers  “Das klagende Lied” (2007) met het Radio Filharmonisch Orkest o.l.v. Jaap van Zweden, en "Lohengrin" (2008), "Die Meistersinger von Nürnberg" (2009) en "Parsifal" (2010, verschenen rond mei 2011) van Richard Wagner, eveneens met het Radio Filharmonisch Orkest o.l.v. Jaap van Zweden, symfonieën 2, 3 en 8 van Mahler met het Concertgebouworkest, evenals het Requiem van Mozart en Ein Deutsches Requiem van Brahms.
Het Groot Omroepkoor rekent het tot zijn taak een rol te vervullen bij het opleiden van een nieuwe generatie koordirigenten en ensemblezangers. Mede op initiatief van het koor werd in 2001 de “Eric Ericson Masterclass” voor jonge koordirigenten opgericht.

## Discografie
- Richard Einhorn: Voices of Light (An Oratorio inspired by the film The Passion of Joan of Arc), 1995 - Sony Classical SK62006
- Gustav Mahler: Das klagende Lied, Live opname Zaterdag Matinee opgenomen in het Concertgebouw Amsterdam, 3 september 2005, QuattroLive 2007-01
- 4 - DVD box - 2005, (opnamen uit jaren 1987-1997) Philips 00289 4428713
  - Gustav Mahler: Symfonie nr. 1, 2, 3, 4, 5, 7, 9
  - Lieder eines fahrenden Gesellen
  - Liederen uit Des Knaben Wunderhorn
  - Documentaire "Bernard Haitink, een dirigentenleven"
- Gustav Mahler: Symfonie nr. 8 -2000, Decca 467 314-2
- Gustav Mahler:  Symfonie nr. 2 - 1993,  Decca 74321 276032
- Gustav Mahler: Symfonie nr. 3 - 1995, Decca 74321 276042
- Gustav Mahler: Symfonie nr. 8 - 1994, Decca 74321 276092
- Felix Mendelssohn: Symfonie nr. 2 - 1991, Fidelio 9202
- Francis Poulenc: Gloria, 2005, RCOLIVE 06003
- Gioacchino Rossini: Stabat Mater - 1998, Decca 460 781-2, Bekroond met de Edison Classical Music Award 2004.
- Dmitri Sjostakovitsj: Symfonie nr. 13 in bes mineur "Babi Yar" , 2005, BIS-SACD-1543
- Karlheinz Stockhausen: Engel Prozessionen - 2002, Stockhausen Verlag CD 67
- Jan van Gilse: Eine Lebenmesse - 2013, CPO 777 924-2